# Джуліус Ребек
Джуліус (Дюло, Юлій) Ребек-молодший (нар.11 квітня 1944, Берегово, Угорщина) — американський хімік, професор та директор Інституту хімічної біології у Каліфорнії (США).
Народився 11 квітня 1944 у місті Берегові (Берегсасі) (Угорщина) в родині 30-річного берегівського адвоката Дюло Ребека (1914 —).
У 1955 році Ребеки отримали громадянство США.

## Відзнаки і нагороди
- 1994 — дійсний член Національної академії наук США[4].
- дійсний член Британського Королівського хімічного товариства[4].
- 2001 — почесний член Академії наук Угорщини[4].
- 2005 — почесний член Європейської академії наук[4].
- 2011 — Премія NicholsMedalAward[4].
- 2016 — член Шведської королівської академії наук